# Georgi Ivanov (athlétisme)
Pour les articles homonymes, voir Georgi Ivanov.
Georgi Stoyanov Ivanov  (né le 13 mars 1985 à Sliven) est un athlète bulgare, spécialiste du lancer du poids. 

## Biographie
Il se distingue dans les catégories jeunes en remportant les championnats du monde cadets de 2001 (poids de 5 kg) et les championnats du monde juniors de 2004 (poids de 6 kg). Il termine par ailleurs troisième des championnats d'Europe juniors 2003 et quatrième des championnats d'Europe espoirs 2007.
En seniors, il ne connaît pas le même succès : il participe aux Jeux olympiques de 2008 et de 2012, ainsi qu'aux championnats du monde de 2009 et aux championnats d'Europe de 2010 et de 2012, mais ne parvient pas à franchir le cap des qualifications.
En 2012, il améliore son record personnel, qui était de 20,02 m depuis 2008, et le porte à 20,33 m à l'occasion des championnats nationaux à Sliven. En mars 2013, Georgi Ivanov se classe deuxième de la coupe d'Europe hivernale des lancers, derrière l'Espagnol Borja Vivas, avec un jet à 19,68 m. Le 19 mai, à Bourgas, il franchit pour la première fois la ligne des 21 mètres et améliore à cette occasion le record de Bulgarie en atteignant la marque de 21,06 m. Il récidive le 20 juillet lors du meeting tchèque d'Ústí nad Labem, avec 21,09 m. À Moscou, il est finaliste des championnats du monde avec une 8e place.
Début 2014, Ivanov établit un nouveau record de Bulgarie en salle avec 21,02 m, en finissant 5e des championnats du monde en salle de Sopot.

## Palmarès
| Date | Compétition                          | Lieu                  | Résultat | Marque  |
| ---- | ------------------------------------ | --------------------- | -------- | ------- |
| 2001 | Championnats du monde cadets         | Debrecen              | 1er      | 19,73 m |
| 2003 | Championnats d'Europe juniors        | Tampere               | 3e       | 19,94 m |
| 2004 | Championnats du monde juniors        | Grosseto              | 1er      | 20,70 m |
| 2007 | Championnats d'Europe espoirs        | Debrecen              | 4e       | 19,02 m |
| 2013 | Coupe d'Europe hivernale des lancers | Castellón de la Plana | 2e       | 19,68 m |
| 2013 | Championnats du monde                | Moscou                | 8e       | 20,39 m |
| 2013 | Ligue de diamant                     | Ligue de diamant      | 2e       | détails |
| 2013 | DécaNation                           | Valence               | 1re      | 20,93 m |
| 2014 | Championnats du monde en salle       | Sopot                 | 5e       | 21,02 m |
| 2014 | Coupe d'Europe hivernale des lancers | Leiria                | 3e       | 20,59 m |
| 2014 | Championnats d'Europe par équipes    | Riga                  | 2e       | 19,79 m |
| 2014 | Championnats des Balkans             | Pitești               | 1er      | 19,62 m |
| 2015 | Championnats d'Europe par équipes    | Stara Zagora          | 2e       | 20,18 m |
| 2015 | Championnats des Balkans             | Pitești               | 3e       | 19,93 m |
| 2015 | Jeux mondiaux militaires             | Mungyeong             | 3e       | 19,37 m |
| 2016 | Championnats des Balkans             | Pitești               | 1er      | 20,62 m |
| 2017 | Coupe d'Europe hivernale des lancers | Grande Canarie        | 12e      | 19,22 m |
| 2017 | Championnats des Balkans             | Novi Pazar            | 4e       | 18,90 m |
| 2018 | Championnats des Balkans             | Stara Zagora          | finale   | NM      |
| 2019 | Championnats d'Europe par équipes    | Varazdin              | 6e       | 17,63 m |
| 2019 | Championnats des Balkans             | Pravetz               | 11e      | 17,54 m |
| 2019 | Jeux mondiaux militaires             | Wuhan                 | 14e      | 17,77 m |

## Records
| Épreuve         | Épreuve   | Performance  | Lieu            | Date           |
| --------------- | --------- | ------------ | --------------- | -------------- |
| Lancer du poids | Plein air | 21,09 m (NR) | 20 juillet 2013 | Ústí nad Labem |
| Lancer du poids | Salle     | 21,02 m (NR) | 7 mars 2014     | Sopot          |